# Proposition Infinity
Proposition Infinity (укр. «Поправка „Нескінченність“») — четвертий епізод шостого сезону мультсеріалу «Футурама».

## Сюжет
Епізод присвячений робосексуальним відносинам між Емі Вонг і Бендера. На початку епізоду Кіф і Емі живуть спільним життям, що означає, що він пробачив їй за відносини з Зеппом на «Футурама: Звір з мільярдом спин». Однак з'ясовується, що Емі подобаються переважно погані хлопці. А хто ідеальний поганий хлопець? Звичайно ж Бендер! Емі готова розлучитися з КІФом і вийти заміж за Бендера, але шлюби між людьми та роботами заборонені. Прийняття поправки № {\displaystyle \ infty} нарешті дозволить вирішити цю проблему, але в поправки безліч супротивників, в тому числі батьки Емі і професор Х'юберт Фарнсворт. Здається, що у поправки немає шансів.
Однак на дебатах, присвячених поправці з'ясувалося, що Професор сам відчував у молодості потяг до женороботу. Але женоробот змінив йому з роботом. Поправка була прийнята, але Бендер і Емі так і не одружилися: Бендер не міг довго жити з однією партнеркою і повернувся до своєї звичайної полігамної життя з женороботами. Зате до Емі повернувся Кіф, цього разу в і на мотоциклі.

### Винаходи майбутнього
- Консервування погоди